# 피도 눈물도 없이 (드라마)
《피도 눈물도 없이》는 2024년 1월 22일부터 2024년 6월 14일까지 방송되었던 KBS 2TV 일일 드라마였다.

## 기획 의도
어린 시절 부모의 이혼으로 헤어진 자매가 운명의 소용돌이 속에서 며느리와 시어머니로 다시 만나 파국으로 치닫는 비극적 이야기를 그린 드라마

## 방송 시간
| 방송 채널 | 방송 기간                         | 방송 시간                          | 방송 분량 |
| --------- | --------------------------------- | ---------------------------------- | --------- |
| KBS 2TV   | 2024년 1월 22일 ~ 2024년 6월 14일 | 매주 평일 오후 7시 50분 ~ 8시 30분 | 40분      |

## 제작진

### 제작사
- 몬스터 유니온
- 마이네스트컴퍼니

### 극본
- 김경희: MBC TV 《MBC 베스트극장 - 내 남자의 웨딩 비디오》(집필), KBS 2TV 월화 드라마 《열여덟 스물아홉》(공동집필), KBS 2TV 청소년 드라마 《반올림#3》(공동 집필), KBS 2TV 일일 드라마 《달콤한 비밀》(집필), KBS 1TV 일일 드라마 《기막힌 유산》(집필) 집필 (1회~35회)
- 진유리 (36회~104회)

### 연출
- 김신일: KBS 2TV 수목 드라마 《추노》(프로듀서), KBS 2TV 《KBS 드라마 스페셜 - 구미호: 여우누이뎐》(프로듀서), KBS 1TV 전원 드라마 《산 너머 남촌에는 2》(프로듀서), KBS 1TV 대하 드라마 《징비록》(프로듀서), KBS 2TV 《KBS 드라마 스페셜 - 아비》(연출), KBS 2TV TV 소설 《저 하늘에 태양이》(연출), KBS 2TV 《KBS 드라마 스페셜 - 그렇게 살다》(연출), KBS 2TV 일일 드라마 《위험한 약속》(연출) 연출
- 최정은: KBS 2TV 《KBS 드라마 스페셜 - 팬티의 계절》(연출), KBS 2TV 《KBS 드라마 스페셜 - 방종》(연출) 연출

## 등장 인물
- (†) 표시는 드라마 상에서 최종적으로 사망한 인물이다.

### 주요 인물
- 이소연 : 이혜원 (31, YJ 그룹 대표) 역 (아역: 지민) - 본작의 여주인공. 죽은 지창의 전처, 죽은 수향의 며느리, 수정의 전 조카 며느리, 혜지의 친언니, 산들의 의붓누나, 용기의 어머니. 준모의 아내.

- 하연주: 이혜지 (29) 역 (아역: 박은별) - 본작의 서브 여주인공이자 진 최종 보스. 혜원 친아들 용기의 기억을 조작 함. 체포후 풀려남. 수향을 살인 함. 거짓말로 혜원이 수향을 죽였다고 자백. 정신병원에 감금 됐다가 자영으로 인해 정신병원에서 탈출 했다. 재체포후 입원. 혜원에게 간이식 해 주는 조건으로 준모에게 이동숙 살인죄를 뒤집어 씌웠다. 죽은 민태와 영주의 딸. 민숙의 조카. 용기의 이모. 산들의 의붓누나. 재수감자.

### 이철네 가족들
- 양혜진: 오수향(55, 1969, 주단예술재단 이사장) 역(†,1회~21회) - 죽은 이철의 전처, 혜원의 시어머니. 도은/혜지의 의해 사망. 용기의 친할머니, 죽은 지창의 어머니. 이라의 올케언니.

- 정혜선: 김명애(80, 1944, YJ그룹 명예회장) 역(†,1회~48회)- 본작의 페이크 최종 보스. 이라와 죽은 이철의 어머니. 죽은 지창의 친할머니. 용기의 증조할머니. 죽은 수향의 시어머니. 혜원의 전 시할머니. 도은/혜지의 전 시어머니.

- 정수영: 윤이라(47, 1977, YJ그룹 이사) 역(3회~104회) - 죽은 이철의 여동생, 죽은 지창의 고모, 죽은 명애의 딸. 용기의 고모할머니. 죽은 수향의 시누이. 혜원의 시고모.

- 임소하: 윤용기/앤디 (49회~104회) - 혜원과 죽은 지창의 아들. 죽은 민태와 영주의 외손자. 이라와 민숙의 조카손자. 산들의 의붓조카. 죽은 이철과 수향의 친손자. 죽은 명애의 증손자. 장군의 의붓손자. 혜지의 조카. 준모의 의붓아들.

### 혜원, 혜지/도은의 가족들
- 유태웅: 이민태(59, 1965, 부동산 경매 컨설턴트) 역(†,1회~42회) - 혜지/도은, 혜원의 친아버지, 산들의 의붓아버지. 영주와 이혼, 선경과 재혼. 교통 사고로 사망. 용기의 외할아버지.

- 김예령: 이민숙(61, 1963, 전직 간호사) 역(2회~104회) - 혜지/도은, 혜원의 고모, 산들의 의붓고모. 용기의 외고모할머니.

- 유지연: 김선경 역 10년 전(2014년) 46세(1968)에 사망(†,2회~5회) - 산들의 어머니. 혜원의 새어머니. 민태와 결혼.

- 윤복인: 피영주(51, 1973, 도박중독) 역 - 도은/혜지,혜원의 엄마, 민태와 이혼, 장군의 아내. 용기의 외할머니. 산들의 양어머니.

- 강성진: 배장군(43, 1981, 전직 사채업자 / 현직 무직) 역(6회~104회) - 영주의 남편. 혜지/도은,혜원의 계부. 산들의 양아버지.

### 그 외 인물
- 신하랑: 전경자(39세, 1985년) 역(†,4회/55회/59회)

- 현철호: 김 실장(40세, 1984년)(1977~1978년) 역 - 죽은 이철의 비서

- 은유리: 이은유(27세, 1997년) 역(49회~104회) - YJ그룹 경영전략실 윤지창의 부하직원. 5년 후, 이혜원의 비서→떡볶이집 알바생. 산들의 연인.

- 미정: 차 기사(30대 후반(1983~1987년) 역 - 명애의 운전기사.

### 기타 인물
- 박준혁: 최시몬 역 - 이라의 아들.

- 전헌태 : 이은유 친아버지 역(102회)

- 이창욱: 임단웅 역(†,11회~22회) - 작가. 도은과 경자의 협박에 수향에게 성추행을 당했다고 뉴스에 거짓 고발한 인물. 도은에게 살해 당함.

- 양혜진: 오수정 역(62회~104회) - 자신의 일란성 쌍둥이 언니 수향을 죽인 도은(이혜지) 앞에 나타나는 일란성 쌍둥이 동생 수정이 죽은 언니 수향을 대신해 복수 할 줄 알았으나 자신이 좋아 했던 이철을 언니에게 빼앗겼다고 생각하며 언니에 대한 미운 마음 때문에 도은(이혜지)의 손을 잡았다. 과거 죽은 이철의 연인.

- 전은미: 치프도우미 미세스 박 역

- 박하은: 최민주 역(52회~104회) - YJ 그룹 법무팀의 여성직원이자 백성윤의 후배. 성윤을 짝사랑하여 자주 그의 사무실에 들락날락거리며 가끔 도움을 주기도 한다. 94회에서 최필서의 친동생임이 밝혀지면서 필서를 돕고 있는 사실이 밝혀졌다. 성윤의 연인.

- 전유림: 차지은 역(†,36회~56회) - 윤지창의 내연녀이자 국회의원 4선 출신의 장관님 딸. 이혜원의 라이벌. 윤지창을 죽인 진범. 계단에서 굴러 죽음.

- 김정운: 마 작가 역

- 미상: 가사 도우미 역

- 이아현: 민자영 역 (40회~85회) - 혜원이 아이를 낳을 때 담당하던 산부인과 의사. 죽은 지은의 어머니. 대선 후보 차상범 의원의 아내.

- 김병기: 백명철 역(66회) - 성윤의 아버지, 대형 로펌 백산의 대표 변호사.

- 미상: 이상규 역

- 미상: 주치의 역

- 이현석: 최필서 역(72회~104회) - 본작의 서브 빌런이자 중간 보스. 비행기 옆자리 남성이자 도은의 지인. 도은를 돕는 인물. 민주의 친오빠.

- 미상: 기억조작 분야의 권위자 역

- 미상: 형사 역

- 미상: 가사 도우미 딸 역

- 최유빈 : 송영주 역

- 미상: 복도를 가로지른 직원 역

- 미상: 생수를 건네 준 스태프 역

- 미상: 박옥자 역

- 이영리: 이동숙 역(†)

- 미상: 이동숙의 동생

- 미상: 정신병원 간호사 역

- 홍수아: 루시아 역(103회) - 수정의 딸이자 죽은 이철의 친딸.

## 시청률
최저 시청률과 최고 시청률은 시청률 조사회사와 지역별로 시청률에 차이가 있을 수 있습니다.
| 2024년  | 2024년   | 2024년         | 2024년         | 2024년       |
| 회차    | 방송일   | TNMS 시청률    | AGB 시청률     | AGB 시청률   |
| 회차    | 방송일   | 대한민국(전국) | 대한민국(전국) | 서울(수도권) |
| ------- | -------- | -------------- | -------------- | ------------ |
| 제1회   | 1월 22일 | -              | 8.0%           | 6.8%         |
| 제2회   | 1월 23일 | -              | 8.3%           | 6.5%         |
| 제3회   | 1월 24일 | -              | 8.7%           | 7.0%         |
| 제4회   | 1월 25일 | -              | 7.9%           | 6.7%         |
| 제5회   | 1월 26일 | -              | 8.6%           | 7.4%         |
| 제6회   | 1월 29일 | -              | 8.3%           | 7.0%         |
| 제7회   | 1월 30일 | -              | 8.4%           | 6.7%         |
| 제8회   | 1월 31일 | -              | 8.0%           | 6.7%         |
| 제9회   | 2월 1일  | -              | 8.4%           | 7.3%         |
| 제10회  | 2월 2일  | -              | 8.6%           | 7.4%         |
| 제11회  | 2월 5일  | -              | 8.2%           | 7.4%         |
| 제12회  | 2월 6일  | -              | 8.2%           | 6.8%         |
| 제13회  | 2월 7일  | -              | 7.3%           | 6.0%         |
| 제14회  | 2월 8일  | -              | 6.7%           | 5.6%         |
| 제15회  | 2월 9일  | -              | 6.4%           | 5.5%         |
| 제16회  | 2월 13일 | -              | 8.1%           | 6.7%         |
| 제17회  | 2월 14일 | -              | 7.4%           | 5.6%         |
| 제18회  | 2월 15일 | -              | 7.5%           | 6.1%         |
| 제19회  | 2월 16일 | -              | 7.6%           | 6.3%         |
| 제20회  | 2월 19일 | -              | 7.7%           | 6.8%         |
| 제21회  | 2월 20일 | -              | 7.5%           | 6.3%         |
| 제22회  | 2월 21일 | -              | 7.2%           | 6.1%         |
| 제23회  | 2월 22일 | -              | 6.7%           | 5.5%         |
| 제24회  | 2월 23일 | -              | 6.8%           | 5.2%         |
| 제25회  | 2월 26일 | -              | 7.3%           | 6.5%         |
| 제26회  | 2월 27일 | -              | 7.9%           | 6.4%         |
| 제27회  | 2월 28일 | -              | 7.3%           | 6.1%         |
| 제28회  | 2월 29일 | -              | 7.7%           | 6.4%         |
| 제29회  | 3월 1일  | -              | 7.4%           | 6.0%         |
| 제30회  | 3월 4일  | -              | 7.4%           | 6.1%         |
| 제31회  | 3월 5일  | -              | 7.3%           | 5.2%         |
| 제32회  | 3월 6일  | -              | 7.3%           | 5.6%         |
| 제33회  | 3월 7일  | -              | 6.9%           | 5.0%         |
| 제34회  | 3월 8일  | -              | 7.4%           | 5.7%         |
| 제35회  | 3월 11일 | -              | 7.4%           | 6.0%         |
| 제36회  | 3월 12일 | -              | 7.8%           | 6.5%         |
| 제37회  | 3월 13일 | -              | 7.0%           | 5.6%         |
| 제38회  | 3월 14일 | -              | 7.3%           | 5.9%         |
| 제39회  | 3월 15일 | -              | 7.4%           | 5.9%         |
| 제40회  | 3월 18일 | -              | 7.3%           | 5.9%         |
| 제41회  | 3월 19일 | -              | 8.5%           | 7.2%         |
| 제42회  | 3월 20일 | -              | 7.2%           | 6.0%         |
| 제43회  | 3월 21일 | -              | 7.2%           | 6.2%         |
| 제44회  | 3월 22일 | -              | 7.7%           | 5.9%         |
| 제45회  | 3월 25일 | -              | 8.1%           | 6.4%         |
| 제46회  | 3월 26일 | -              | 7.9%           | 6.1%         |
| 제47회  | 3월 27일 | -              | 7.1%           | 5.6%         |
| 제48회  | 3월 28일 | -              | 7.7%           | 6.2%         |
| 제49회  | 3월 29일 | -              | 7.3%           | 5.6%         |
| 제50회  | 4월 1일  | -              | 7.8%           | 6.4%         |
| 제51회  | 4월 2일  | -              | 7.7%           | 6.1%         |
| 제52회  | 4월 3일  | -              | 7.6%           | 5.7%         |
| 제53회  | 4월 4일  | -              | 7.6%           | 6.6%         |
| 제54회  | 4월 5일  | -              | 7.2%           | 5.7%         |
| 제55회  | 4월 8일  | -              | 7.2%           | 5.9%         |
| 제56회  | 4월 9일  | -              | 7.1%           | 6.0%         |
| 제57회  | 4월 10일 | -              | 5.8%           | 4.9%         |
| 제58회  | 4월 11일 | -              | 7.3%           | 6.1%         |
| 제59회  | 4월 12일 | -              | 6.7%           | 5.2%         |
| 제60회  | 4월 15일 | -              | 8.0%           | 6.4%         |
| 제61회  | 4월 16일 | -              | 7.4%           | 6.0%         |
| 제62회  | 4월 17일 | -              | 7.4%           | 6.1%         |
| 제63회  | 4월 18일 | -              | 7.0%           | 5.7%         |
| 제64회  | 4월 19일 | -              | 6.9%           | 5.4%         |
| 제65회  | 4월 22일 | -              | 6.9%           | 5.5%         |
| 제66회  | 4월 23일 | -              | 7.6%           | 6.0%         |
| 제67회  | 4월 24일 | -              | 6.1%           | 4.6%         |
| 제68회  | 4월 25일 | -              | 6.9%           | 5.7%         |
| 제69회  | 4월 26일 | -              | 7.1%           | 5.5%         |
| 제70회  | 4월 29일 | -              | 7.3%           | 5.4%         |
| 제71회  | 4월 30일 | -              | 7.2%           | 5.4%         |
| 제72회  | 5월 1일  | -              | 6.7%           | 4.8%         |
| 제73회  | 5월 2일  | -              | 6.8%           | 5.0%         |
| 제74회  | 5월 3일  | -              | 6.8%           | 5.4%         |
| 제75회  | 5월 6일  | -              | 7.7%           | 6.2%         |
| 제76회  | 5월 7일  | -              | 7.5%           | 6.0%         |
| 제77회  | 5월 8일  | -              | 6.5%           | 5.0%         |
| 제78회  | 5월 9일  | -              | 7.0%           | 5.9%         |
| 제79회  | 5월 10일 | -              | 7.5%           | 6.1%         |
| 제80회  | 5월 13일 | -              | 7.4%           | 6.1%         |
| 제81회  | 5월 14일 | -              | 7.3%           | 6.2%         |
| 제82회  | 5월 15일 | -              | 7.9%           | 6.7%         |
| 제83회  | 5월 16일 | -              | 7.5%           | 6.5%         |
| 제84회  | 5월 17일 | -              | 7.0%           | 5.5%         |
| 제85회  | 5월 20일 | -              | 7.1%           | 5.6%         |
| 제86회  | 5월 21일 | -              | 7.3%           | 5.8%         |
| 제87회  | 5월 22일 | -              | 7.0%           | 5.2%         |
| 제88회  | 5월 23일 | -              | 7.2%           | 6.2%         |
| 제89회  | 5월 24일 | -              | 6.8%           | 6.0%         |
| 제90회  | 5월 27일 | -              | 7.6%           | 6.4%         |
| 제91회  | 5월 28일 | -              | 7.5%           | 5.9%         |
| 제92회  | 5월 29일 | -              | 7.0%           | 5.6%         |
| 제93회  | 5월 30일 | -              | 7.9%           | 6.5%         |
| 제94회  | 5월 31일 | -              | 7.4%           | 6.1%         |
| 제95회  | 6월 3일  | -              | 7.3%           | 6.4%         |
| 제96회  | 6월 4일  | -              | 7.0%           | 5.7%         |
| 제97회  | 6월 5일  | -              | 7.0%           | 5.6%         |
| 제98회  | 6월 6일  | -              | 7.0%           | 6.0%         |
| 제99회  | 6월 7일  | -              | 6.7%           | 5.4%         |
| 제100회 | 6월 10일 | -              | 7.7%           | 6.6%         |
| 제101회 | 6월 11일 | -              | 7.6%           | 6.1%         |
| 제102회 | 6월 12일 | -              | 7.9%           | 6.9%         |
| 제103회 | 6월 13일 | -              | 7.8%           | 6.3%         |
| 제104회 | 6월 14일 | -              | 7.6%           | 6.3%         |

## 결방 사유 및 연장
- 2024년 2월 12일 : 《설 특선영화 달짝지근해: 7510》 편성으로 인한 결방.
- 피도 눈물도 없이 방영 분량이 100부작에서 4회 연장되어 104부작으로 변경 및 확정되었다.

## 수상 목록
- 2024년 KBS 연기대상 일일드라마 부문 남자 우수상 (오창석)

## OST
- 파트1. 김현정 - 왜 내가 울어(2024년 1월 25일)
- 파트2. 란(RAN) - 너를 잊지 못해 살아가(2024년 2월 1일)
- 파트3. 주원탁 - 니가 떠난 그 후로(2024년 2월 7일)
- 파트4. 더 데이지 - 사랑하고 사랑 받는 우리의 사이가(2024년 2월 15일)
- 파트5. 한경일 - 눈물샘(2024년 2월 22일)
- 파트6. 여은 - 아무리 아파도(2024년 2월 29일)
- 파트7. 박광선 - 사랑해서 미안해(2024년 3월 6일)
- 파트8. 디케이소울 - 흰 눈 위에 봄이 찾아오면(2024년 3월 14일)
- 파트9. 제이세라 - 서약(2024년 3월 21일)[2]
- 파트10. 숙희 - 운명을 나는 믿어요(2024년 3월 28일)
- 파트11. 임재범 - 후애(2024년 4월 4일)[3]
- 파트12. 길미(Gilme) - Say I Love U(2024년 4월 11일)
- 파트13. 승민(해시태그) - 내맘을 말해도 될까요(2024년 4월 18일)
- 파트14. 모닝커피 - 너에게(2024년 4월 25일)
- 파트15. 카진 - 이런 맘은 처음이라서(2024년 5월 2일)
- 파트16. 황시연 - 숨바 꼭질(2024년 5월 9일)
- 파트17. 한가빈 - 서로(2024년 5월 16일)
- 파트18. 다무 - 어떻게 살아(2024년 5월 23일)
- 파트19. 우은미 - 오늘을 마지막으로(2024년 5월 26일)
- 파트20. 조문근 - 내 손을 잡아요(2024년 5월 30일)
- 파트21. 라디아 - 자국(2024년 6월 6일)
- 파트22. 우수현 - 이제는 놓아 줄게 안녕(2024년 6월 13일)

### 촬영지
- 켄싱턴호텔[4]

## 참고 사항
- 오창석, 서하준은 MBC 일일 드라마 《오로라 공주》 이후로 11년 만에 재회하는 작품이다.
- 하연주, 정찬, 김병기는 KBS 2TV 일일 드라마 《왼손잡이 아내》 이후로 5년 만에 재회하는 작품이다.
- 서하준, 양혜진, 강성진 그리고 특별출연한 홍수아는 SBS 아침 드라마 《불새 2020》 이후로 4년 만에 재회하는 작품이다.
- 오창석, 이현석은 MBC 일일 드라마 《마녀의 게임》 이후로 2년 만에 재회하는 작품이다.
- 몬스터유니온이 KBS 미디어로부터 드라마사업팀을 이관받은 뒤[5] 처음 외주 제작한 KBS 2TV 일일 드라마였으나 KBS 미디어 드라마사업팀 시절까지 포함하면 《다시, 첫사랑》 이후 두 번째였지만 김경희 작가 중도 하차 후 35회부터 진유리 작가가 새 집필자로 투입되면서 진유리 작가 소속사인 종합 엔터테인먼트업체 마이네스트컴퍼니가 36회부터 공동 외주 제작사로[6] 합류했다.